# Герб Ряжского района
Герб «муниципального образования — Ря́жский муниципальный район Рязанской области» Российской Федерации.
Герб утверждён Решением № 203 Ряжской районной Думы от 21 мая 1998 года.
Герб внесён в Государственный геральдический регистр под регистрационным номером 283.

## Описание герба
«В серебряном поле лазоревая левая волнистая перевязь, на которой поверх её верхнего края поставлен, углом вперёд, золотой ряж (сруб), заполненный серебряными камнями. В золотой вольной части со скруглённым углом — старинная зелёная княжеская шапка с чёрной собольей опушкой, над которой золотое украшение („городок“) с жемчужиной». 

## Описание символики герба
Герб представляет собой серебряный геральдический щит (серебро из христианских добродетелей означает чистоту, правдивость и невинность, а из мирских свойств — благородство и откровенность).
В серебряном поле изображена лазоревая (синяя, голубая; лазурь — символ красоты, честности, верности, безупречности и величия) волнистая левая перевязь (диагональная волнистая полоса, нисходящая (с точки зрения зрителя) из правого верхнего угла щита в левый нижний угол и означающая в гербе реку), на которой помещён золой ряж (сруб), заполненный серебряными камнями (золото означает христианские добродетели — веру, справедливость, милосердие и смирение, а из мирских качеств — могущество, знатность, постоянство, богатство, справедливость и великодушие), что воспроизводит символику исторического герба уездного города Ряжска, утверждённого 29 мая 1779 г. — «в серебряном поле построенный на реке ряж, означающий имя сего города».
В знак региональной принадлежности Ряжского муниципального района к Рязанской области, в соответствии с Законом Рязанской области «Об официальной символике в Рязанской области» от 07.03.2012 N 9-ОЗ, в правом верхнем углу щита (левом от зрителя) помещена золотая вольная часть (специальный прямоугольник площадью от 1/9 до 1/4 гербового щита) со скруглённым внутренним углом с изображением на ней старинной зелёной княжеской шапки, венчающей голову князя в гербе Рязанской области; шапка имеет чёрную соболью опушку, над которой — золотое украшение («городок») с жемчужиной, символизирующей драгоценный камень Ряжского муниципального района в венце Рязанской области.
Венчающая щит золотая корона с пятью видимыми заострёнными зубцами обозначает административный статус муниципального образования как муниципального района.

## История герба

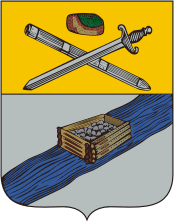
Герб Ряжска (1979 год)

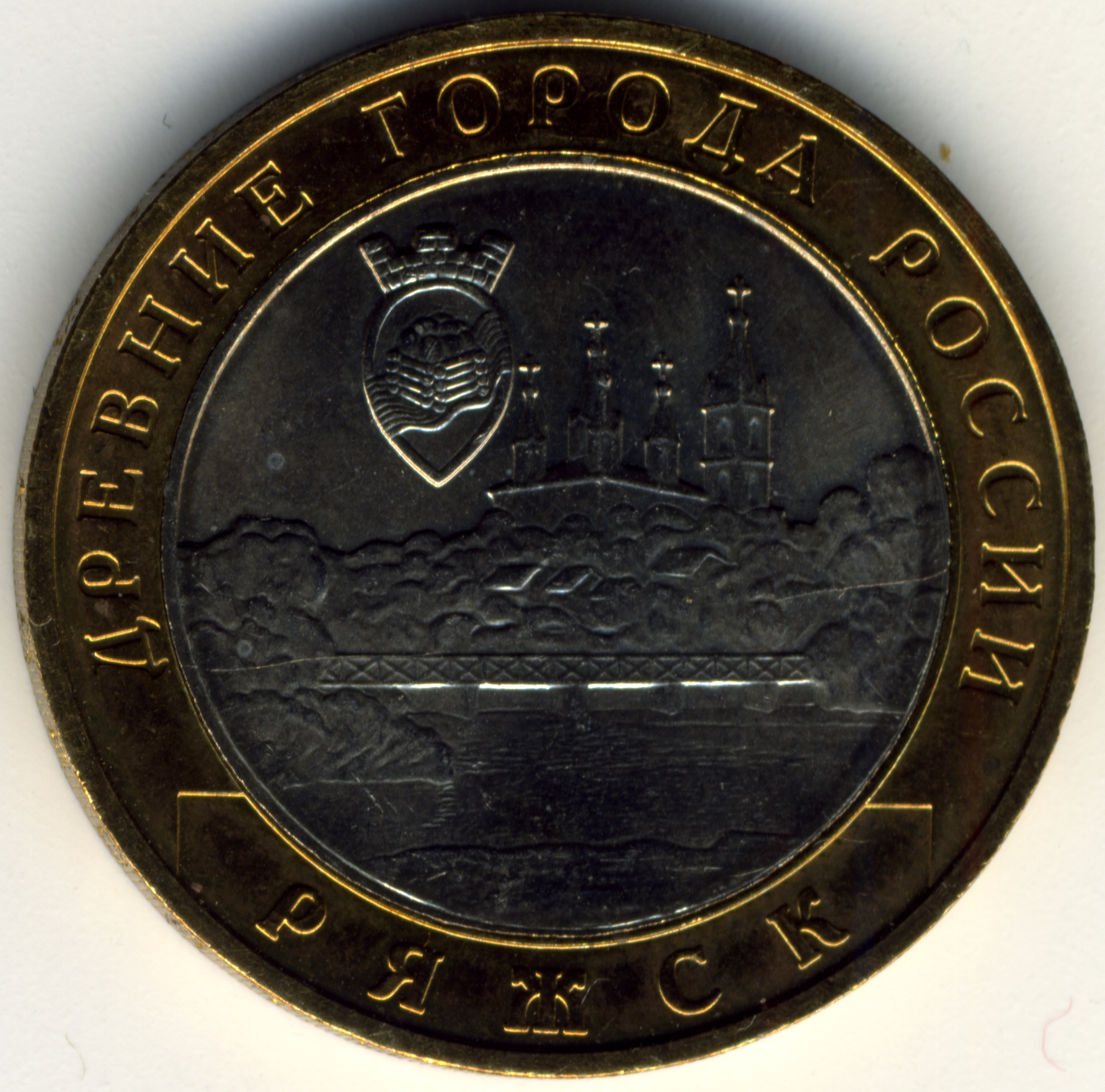
Герб Ряжска на памятной монете номиналом 10 рублей, из серии Древние города России

Первый вариант герба Ряжского района, созданный художником М. Шелковенко на основе исторического герба города был утверждён 25 августа 1997 года. Герб имел следующее описание: «Герб представляет собой щит разделённый на два поля. В серебряном поле на лазоревой реке, наискось пересекающей гербовый щит, построенный золотой ряж (сруб), символизирующий имя города Ряжска и муниципального образования. В знак административно — территориальной принадлежности района к Рязанской области в золотой вольной части со скруглённым внутренним углом помещена старинная зелёная княжеская шапка, венчающая голову князя в областном гербе; шапка опушена черным собольим мехом, над которым укреплено золотое украшение („городок“) с жемчужиной имеющей цвет (серебряный) гербового щита муниципального образования». Решение Ряжской районной Думы от 25 августа 1997 года № 161 о гербе Ряжского района.
Решением Ряжской районной Думы от 21 мая 1998 года № 203 о гербе Ряжского района были внесены изменения в описание герба, которое стало геральдическим.
Герб района был внесён в Государственный геральдический регистр Российской Федерации под № 283 10 июня 1998 года.
Решением Ряжской районной Думы от 11 июля 2013 года № 607 было принято Положение о гербе Ряжского района, в котором было опубликовано толкование герба.
22 сентября 2004 года Банком России была выпущена памятная монета номиналом 10 рублей, из серии Древние города России, на реверсе которой изображён герб Ряжска.